# جو فال (موسيقي)
جو فال (بالإنجليزية: Joe Val)‏ هو موسيقي أمريكي، ولد في 25 يونيو 1926 في إيفرت في الولايات المتحدة، وتوفي في 11 يونيو 1985.

## وصلات خارجية
- جو فال على موقع ميوزك برينز (الإنجليزية)
- جو فال على موقع ديسكوغز (الإنجليزية)